# 双胞胎间近亲性交
双胞胎间近亲性交是兄弟姊妹间近亲性交的一个子类，包含异性间和同性间的性关系。

## 术语
来自双胞胎姐妹的性唤起通常被称为sororilagnia或sorophilia ，而男性的类似术语是fratrilagnia。而更普遍的术语是sibcest 。

## 在亚洲文化中
在传统的巴厘岛文化，性别相异的一对双胞胎结婚是一种常见的现象，因为他们被认为在子宫中已经发生过性关系。
近亲性交，尤其是双胞胎或者兄弟姊妹间的近亲性交，在东南亚创世神话中很普遍。这些故事通常为，男性追求并娶了自己的姊妹，后者生了一个或多个孩子，但是当发现他们是兄弟姐妹时，他们常常（但不总是）被迫分离。 

## 在欧洲文化中
双胞胎间近亲性交是古代日耳曼神话及其现代表现形式中的一个突出特征，例如理查德·瓦格纳的《女武神》中西格蒙德和西格琳德之间的关系。双胞胎间近亲性交也是某些希腊神话中的特征，例如比布利斯和考诺斯的故事。日耳曼人对双胞胎乱伦的描写与巴厘岛版本的罗摩衍那中相应的描写之间有很强的相似之处，一些学者推测这与早期的印欧关系有关。 
这个主题也出现在英国文学中，例如Delarivier Manley的《新亚特兰蒂斯》中的双胞胎Polydore和Urania之间的乱伦。 
在1983年有关双胞胎同性恋和双胞胎乱伦的学术文献的回顾中，雷·比克斯勒得出结论：“大多数同性同性恋双胞胎，如果被一起抚养长大，便不会尝试甚至根本不想在成年期发生关系”。他的研究借鉴了爱德华·韦斯特马克的假说，即核心家庭成员之间的关系中通常不存在性欲。
在2008年1月英国上议院关于《人类生育力和胚胎学法案》的辩论中，提到了一个双胞胎之间的乱伦案：双胞胎的两人由不同的家庭收养，后来在不知道两人关系的情况下结婚。根据慈善机构“受收养影响的成人”（Adults Affected by Adoption）的说法，还有其他此类案件存在。 这个故事在英国媒体上广为流传，尽管它的真实性受到质疑。
捷克同卵双胞胎Michal和Radek Čuma（也称为Milo和Elijah Peters）是一对男性色情演员，曾于2009年和2010年在BelAmi的影片中共同出演。他们说，他们认为自己既是兄弟又是浪漫的伴侣，并且除了与其他演员的进行表演外，在性行为上是专一的。

## 在现代文学中
奇幻小说系列《冰与火之歌》描绘了瑟曦·兰尼斯特和她的异卵双胞胎弟弟詹姆·兰尼斯特之间的秘密关系。同时在此书的设定中，坦格利安家族中有数个角色和兄弟姊妹结婚了。